# Partidul Comunist al Federației Ruse
Partidul Comunist al Federației Ruse (în limba rusă: rusă Коммунистическая партия Российской Федерации = КПРФ) este un partid politic rus. Se apreciază uneori că este succesorul Partidului Comunist al Uniunii Sovietice și al Partidului Bolșevic. Partidul pune un accent deosebit pe caracterul său unic rusesc și invocă deseori în discursul politic, alături de comunism, și patriotismul și naționalismul rus. 
Sunt aproximativ 500.000 de membri de partid, sau cel puțin așa afirmă liderii comuniști. 
Printre primii membri s-a numărat Aleksandr Dughin, cel care a ajutat la redactarea primelor documente ale partidului și a imprimat linia naționalistă a comunismului rus din zilele noastre. El a părăsit Partidul Comunist pentru a se alătura Partidului Național Bolșevic. A fost exclus din acest partid și și-a format propria Mișcare "Eurasiană". Actualul lider al partidului, Ghennadi Ziuganov a coplaborat pentru scurtă vreme cu nationalistul european Jean-Francois Thiriart, mai înainte ca acesta să moară. 
Popularitatea partidului a crescut constant de la fondarea sa în 1993, pentru a scădea în mod semnificativ în timpul alegerilor legislative din 2003 și a nu-și mai revenit de atunci. La aceste ultime alegeri din 7 decembrie 2003, partidul a câștgat 12,6% din voturile exprimate, adică 51 din cele 450 de locuri ale Dumei. 
Liderul partidului, Ghennadi Ziuganov, care a numit alegerile din 2003 "un spectacol revoltător", a acuzat Kremlinul de punerea pe picioare a unui partid "potemkinist", Rodina, pentru a fura voturile comuniștilor. 
În 2004, a apărut o sciziune în cadrul partidului, facțiunea, care și l-a ales ca lider pe Vladimir Tihonov, s-a autodenumit "Partidul Comunist al Viitorului Rus".